# Ophelia glabra
Ophelia glabra är en ringmaskart som beskrevs av William Stimpson 1854. Ophelia glabra ingår i släktet Ophelia och familjen Opheliidae. Inga underarter finns listade i Catalogue of Life.